# Baumhaueria microps
Baumhaueria microps là một loài ruồi trong họ Tachinidae.